# Luther Burger

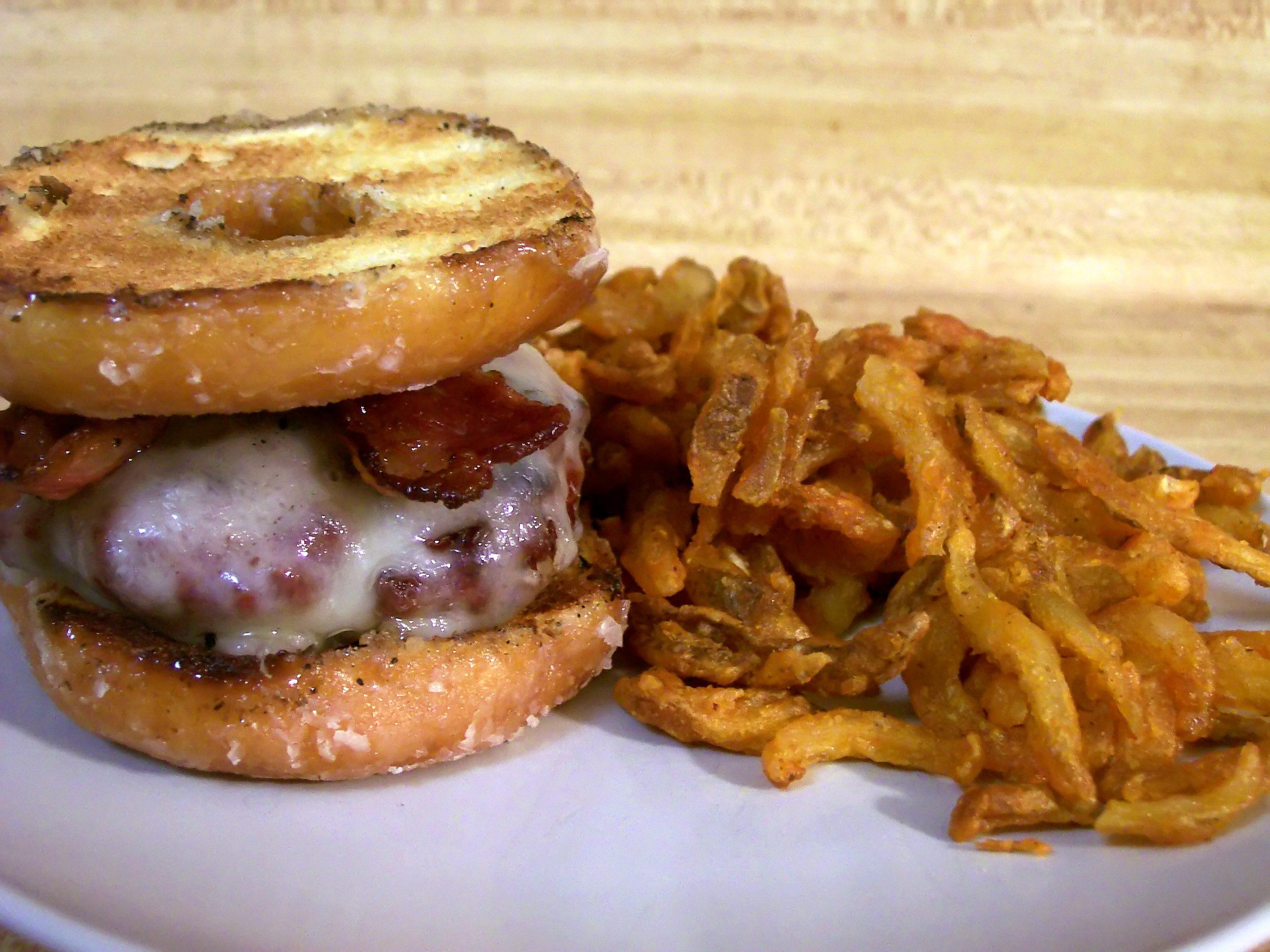
Una Luther Burguer con patatas fritas.

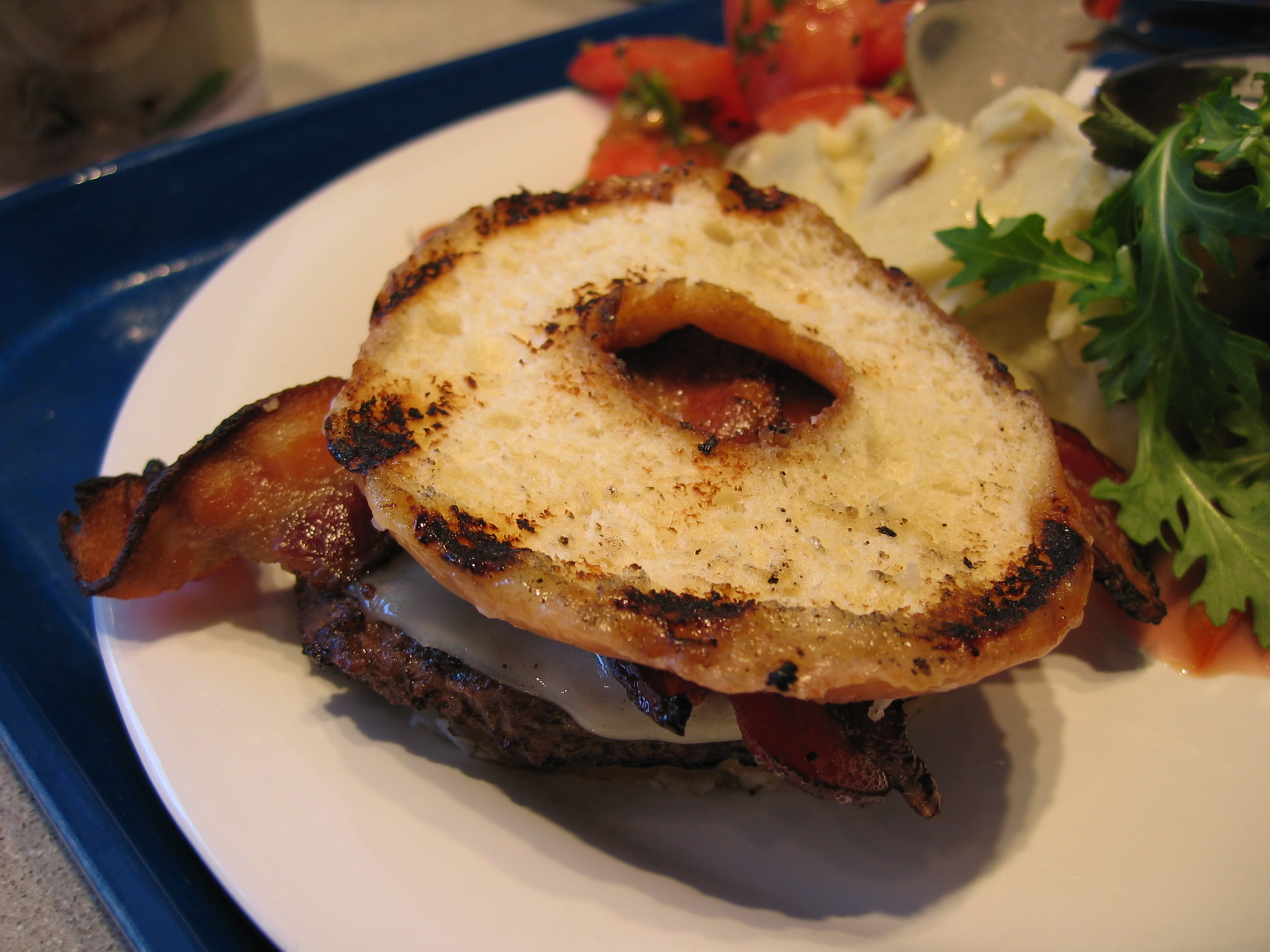
Una Luther Burger servida en la cafetería de la Oficina de Google en Nueva York.

Luther Burger es una hamburguesa (específicamente una cheeseburger con tocino) que emplea una dona glaseada (específicamente, una Krispy Kreme) en lugar de las rodajas de pan tradicional que suele llevar la hamburguesa. Se trata de una hamburguesa (especie de sándwich) muy conocida en la cocina norteamericana moderna.

## Origen
El origen de la Luther Burger se remonta al cantautor y productor discográfico Luther Vandross, quien era aficionado de esta comida, y quizás también su creador. Su origen se menciona en el episodio de enero de 2006 de la serie animada The Boondocks titulado "The Itis". En este episodio el personaje principal, Granddad, crea un restaurante fundamentado en esta hamburguesa, así como en la soul food. Otros orígenes de esta hamburguesa apuntan a un bar de Decatur, Georgia, llamado Mulligan. El dueño del bar ha donado los derechos de esta hamburguesa al equipo de béisbol Atlanta Braves y según parece sólo es posible vender esta hamburguesa con la denominación Luther Burger. Un pequeño equipo de baloncesto en Saint Louis, Misuri, los Gateway Grizzlies, ha empezado a comercializar su propia versión y la distribuyen los días de partido, denominada Donut Burger.

## Características
Se trata de una hamburguesa con gran aporte de calorías que puede superar las 1000 kcal por pieza. Se compone de carne de res (a veces con mezcla) a la que se añade queso y tocino. La originalidad consiste en que en lugar de poner piezas de pan de molde con ajonjolí como las versiones tradicionales, emplea en su lugar un donut cortado transversalmente y puesto al revés con el glaseado hacia el interior. Esta forma de elaborar la hamburguesa ha venido a denominarla a veces como Donut Burger. Existen versiones con dos donuts, otras ponen el donut en la parrilla para calentar el azúcar glaseado